# Wyższa Szkoła Zarządzania i Finansów w Bydgoszczy
Wyższa Szkoła Zarządzania i Finansów w Bydgoszczy – niepubliczna uczelnia wyższa w Bydgoszczy, istniejąca w latach 1999–2006.

## Historia
Wyższa Szkoła Zarządzania i Finansów została powołana 8 kwietnia 1999 r. jako pierwsza i jedyna szkoła wyższa o profilu ekonomicznym w Bydgoszczy. Jednym z inicjatorów jej powstania był bydgoski oddział Polskiego Towarzystwa Ekonomicznego. Powołało ono uprzednio do istnienia w Bydgoszczy filię Akademii Ekonomicznej w Poznaniu, która przybrała postać Ośrodka Studiów Wyższych AE w Bydgoszczy. Inicjatywa zyskała też przychylne opinie i poparcie samorządów terytorialnych Bydgoszczy i Inowrocławia oraz władz wojewódzkich.
Wyższa Szkoła Zarządzania i Finansów była niepubliczną wyższą szkołą zawodową. Kształciła studentów w trybie dziennym i zaocznym na trzyletnich studiach licencjackich. Z chwilą powołania, uczelnia została uprawniona do prowadzenia studiów na specjalności: zarządzanie organizacją, a następnie także na specjalności: zarządzanie finansami. W 2004 r. przyporządkowano te specjalności do kierunku zarządzanie i marketing oraz po uzyskaniu pozytywnej opinii Państwowej Komisji Akredytacyjnej, powołano nowy kierunek socjologię, z dwiema specjalnościami: socjologia społeczności lokalnych oraz polityka socjalna i pomoc społeczna. Uczelnia poza studiami licencjackimi prowadziła również studia podyplomowe. Wkrótce po ukonstytuowaniu się, zorganizowała Międzyuczelniane Podyplomowe Studium Organizacji i Zarządzania w Ochronie Zdrowia. W 2003 r. na WSZiF studiowało ponad 1000 osób na studiach dziennych, zaocznych i podyplomowych.
Wyższa Szkoła Zarządzania i Finansów korzystała z zespołu naukowców - dydaktyków wywodzących się z trzech ośrodków: poznańskiego (Akademia Ekonomiczna), toruńskiego (UMK -Wydział Nauk Ekonomicznych i Zarządzania oraz Wydział Prawa i Administracji) oraz bydgoskiego (głównie Akademia Techniczno-Rolnicza). Rektorem uczelni był prof. dr hab. Jan Janusz Meller.
We wrześniu 2006 r. bydgoski oddział Polskiego Towarzystwa Ekonomicznego podjął kroki w celu likwidacji uczelni ze względów finansowych. Po tym jak niepowodzeniem zakończyły się negocjacje z Wyższą Szkołą Bankową w Toruniu, większość studentów została przejęta przez Wyższą Szkołę Gospodarki w Bydgoszczy. 14 lipca 2008 r. uczelnia została wykreślona z rejestru uczelni niepublicznych.
Od 2007 r. Polskie Towarzystwo Ekonomiczne w Bydgoszczy umożliwia uzyskanie dyplomu studiów podyplomowych organizowanych przy współpracy z Uniwersytetem Ekonomicznym w Poznaniu (ośrodek studiów w Bydgoszczy) oraz Wyższą Szkołą Gospodarki.

## Baza dydaktyczna
Uczelnia rozpoczęła swoją działalność w 1999 r. w pomieszczeniach udostępnianych jej przez PTE oraz wynajmowanych w różnych obiektach. W 2002 r. nabyła budynek przy ul. Leśnej 9.